# Камігорі

34°52′25″ пн. ш. 134°21′22″ сх. д. / 34.87361° пн. ш. 134.35611° сх. д.
Камігорі (яп. 上郡町) — містечко в Японії, в повіті Ако префектури Хьоґо.